# طواف تركيا 2013
طواف تركيا 2013 هو سباق دراجات هوائية أقيم بتاريخ 21–28 أبريل، تكون السباق من 8 مراحل وامتدّ لمسافة 1205 كم، استغرق السباق 29 ساعة 13 دقيقة 13 ثانية.